# Daboya

Daboya är en ort i norra Ghana, belägen vid Voltafloden (den del som kallas Nakambe, eller Vita Volta). Den är huvudort för distriktet North Gonja, och folkmängden uppgick till 6 510 invånare vid folkräkningen 2010.